# Adler von Krautsand
Die Adler von Krautsand ist ein historischer Besanewer, der seinen Liegeplatz heute in Carolinensiel hat.

## Geschichte
Das Schiff wurde 1913 bei J. H. Jacobs in Moorrege gebaut. Es war einer der letzten Elbewer, die die Werft baute, und trug die Baunummer 80. Benannt wurde es durch den ersten Eigner, K. Haack, nach seinem ersten Heimathafen auf Krautsand. 1924 erhielt der Frachtsegler mit den beiden klappbaren Masten einen Motor. Später wurde der Rumpf auf mehr als das Doppelte seiner ursprünglichen Länge gestreckt, und der einstige Ewer wurde als Binnenschiff genutzt.
1977 sollte das Schiff abgewrackt werden; stattdessen wurde es unter dem Namen Ingorata in Hamburg zum Besanewer zurückgebaut, bis schließlich der Schiffsrumpf im Originalzustand rekonstruiert war. Nach dem Tod des Eigners im Jahr 2005 ging das Schiff in den Besitz von Bernadette und Dieter Pogoda über.
Die Adler von Krautsand hatte zu diesem Zeitpunkt schon mehrfach Namen und Heimathafen gewechselt. Zeitweise lag sie in Beidenfleth; welchen Namen sie damals trug, scheint unbekannt zu sein. Auf die Phase als Hans Walter II in Grünendeich folgte offenbar eine Episode als Tin Whistle in Hamburg. Als Ingorata  hatte der Ewer wohl Carolinensiel als Heimathafen.

## Daten
Die Adler von Krautsand ist 22,5 m lang und 4,10 m breit. Sie hat einen Tiefgang von 1,35 m und eine Segelfläche von 142 m². Der MAN-Dieselmotor leistet 120 PS.